# ロッキー・ザ・ファイナル
『ロッキー・ザ・ファイナル』（原題: Rocky Balboa）は、2006年製作のアメリカ合衆国の映画。
『ロッキー』シリーズの6作目であり、『ロッキー5/最後のドラマ』（1990年）以来、16年ぶりとなる続編。4作目『ロッキー4/炎の友情』以来、再びシルヴェスター・スタローンが監督・脚本・主演を務め、本作がシリーズ完結編と銘打たれている。なお、その後スピンオフであり、ロッキーも登場する続編として『クリード チャンプを継ぐ男』が製作されている。
キャッチコピーは「NEVER GIVE UP 自分をあきらめない」。

## ストーリー
ロッキー・バルボアが伝説のヘビー級王者として激闘を繰り広げていた時代から長い年月が過ぎた。老境に入ったロッキーは現在も名士としてファンに愛されながら、地元フィラデルフィアで今は亡き妻エイドリアンの名前を冠した小さなイタリアン・レストランを経営し、かつての自分の活躍を語り部としてレストランの客に聞かせる生活を送っていた。
エイドリアンの命日、独立した息子ロバートが墓参りに訪ねてこないことを寂しく思いながら、義兄ポーリーとともにエイドリアンとの思い出の地を巡り、フィラデルフィアで過ごした青年時代を回顧する。かつて馴染みにしていたバーを訪れたロッキーは、そこでバーテンダーとして働く中年女性マリーが現役時代に説教して家に帰した不良少女であることを知り、それをきっかけにマリーやマリーの息子ステップスと交流を深めるようになる。
ある日テレビ番組の企画で、現世界ヘビー級チャンピオンであるメイソン・ディクソンと現役時代のロッキーとのバーチャル試合が組まれ、大きな話題となる。ディクソンは無敗の王者として圧倒的な強さでボクシング界に君臨していたが、どの試合でも対戦相手を秒殺してしまうためにファンからの人気が非常に低く、自身もそのことに苦悩していた。コンピューターが弾き出した試合の結果はロッキーのKO勝利、評論家も大半がディクソンよりもロッキーを評価していた。しかし、ロッキーがたまたま目を留めた次の週の番組では、別の評論家が「ロッキーはすでに過去の人間であり過大評価されているだけだ」と試合結果に対して痛烈な批判を浴びせていた。それを見たロッキーは、自分の中にボクサーとしての情熱が蘇ってくるのを感じていた。
ライセンス発行を渋る体育協会を説得し、ロッキーはプロボクサーとして復帰。しかしローカルな小試合での復帰戦を目指していたところへ、唐突にディクソンとのエキシビションマッチが申し込まれる。バーチャル試合の話題性に便乗しディクソンの人気回復を狙う、ディクソン側のマネージャーの画策だった。降って湧いた大きな舞台に二の足を踏むロッキーだったが、マリーの激励によって試合を承諾。それを知ったロバートは、偉大なボクサーだった男の息子であることの苦悩を父にぶつけ、これ以上自分を苦しめるようなことをしないでくれと懇願するが、ロッキーは逆に困難に立ち向かうことの大切さを説き、ロバートの心を動かす。
劇場公開版とディレクターズカット版ではエンディングが分岐するため、以下、別々の節とする。

### 劇場公開版での結末
ポーリー、ロバート、マリーや旧知のトレーナー・デュークらの協力を得て過酷なトレーニングを積み重ね、やがてラスベガスのリングでディクソンと対峙するロッキー。大方の予想はディクソンの早いラウンドでのKO勝ちだったが、ハードトレーニングの成果と不屈の精神力、ディクソンが左拳を骨折するアクシデントにより、試合は乱戦に突入する。最終第10ラウンド、ディクソンの渾身のパンチがクリーンヒットし、ロッキーはマットにダウンする。朦朧とする意識の中でその脳裏に蘇ったのは、かつて困難に立ち向かう意志の大切さをロバートに説いた自らの言葉だった。ロッキーは再び立ち上がってディクソンに向かっていき、そして両者ともに諦めることなく闘い続けた末に、試合終了のゴングが鳴り響いた。試合は2-1の判定でディクソンが勝利したが、戦った二人は互いに実力を認めあい、観客は総立ちでその激闘を賞賛、ロッキーは判定のコールを背に誇らしげにリングを去っていった。
後日、「共に闘った」亡きエイドリアンのために墓参し、紅いバラの花を手向けるロッキーには、もはや過去の思い出にすがる事なく「今」を、そして「これから」を生きていく充実感が満ち溢れているのだった。

### ディレクターズカット版収録のアナザーエンディング
ポーリー、ロバート、マリーや旧知のトレーナー・デュークらの協力を得て過酷なトレーニングを積み重ね、やがてラスベガスのリングでディクソンと対峙するロッキー。大方の予想はディクソンの早いラウンドでのKO勝ちだったが、ハードトレーニングの成果と不屈の精神力、ディクソンが左拳を骨折するアクシデントにより、試合は乱戦に突入する。最終第10ラウンド、ロッキーの渾身のパンチがクリーンヒットし、ディクソンはマットにダウンする。ロッキーが優勢になると、試合終了のゴングが鳴り響いた。試合は2-1の判定でロッキーが勝利し、有終の美を飾った。

## 登場人物
ロッキー・バルボア (Rocky Balboa)
演 - シルヴェスター・スタローン、日本語吹替 - 羽佐間道夫
フィラデルフィア出身の伝説のボクサーで元世界ヘビー級チャンピオン。
無名ながら世界チャンピオン・アポロを打ち破ったことに始まり、数々の激闘を繰り広げたが、第4作、旧ソ連でのドラゴとの試合後に引退している。巨額の財産を手にしたが、後に破産。かつてのトレーナーでボクサーの師だったミッキーのジムでトレーナーを務めた後、現在は小さなレストラン“エイドリアン”のオーナーとしてつつましく暮らしている。しかし、最愛の妻・エイドリアンを既に亡くし、社会人として自立した息子とは疎遠になっている。
50代を迎えているが、その体力は未だに同年代の人間をはるかに超えている。しかし、デュークによると「全身の関節がさび付き、スピードも失われて、スパーリングもまともにできない」という年齢相応に衰えた状態である。それでも、なおその内にはボクサーとして燃やし尽くせていない情熱を秘めており、自らの現役時代のデータを扱う番組を見て再燃する。
エイドリアン (Adrian)
ロッキーの妻。
本作では故人（2002年没の設定）となっており、彼女の墓前を訪れるシーンがある。
ロバート・バルボア・ジュニア (Robert Balboa Jr.)
演 - マイロ・ヴィンティミリア、日本語吹替 - 竹若拓磨
ロッキーの息子（通称：ロッキーJr.）。
本作では既に成人して自立している。しかし、偉大なチャンピオンである父・ロッキーの存在に耐えられず、現在ではロッキーと距離を置いており、母・エイドリアンの墓参りにも来ない状態。
復帰を考えるロッキーに対して、これ以上自分を苦しめて欲しくないと訴えるが、逆にプレッシャーや苦境の中で立ち上がることの大切さを諭され、彼の復帰に協力する。
ポーリー (Paulie)
演 - バート・ヤング、日本語吹替 - 富田耕生
エイドリアンの兄で、ロッキーの親友。第1作からロッキーのそばにいた人間の中で唯一の存命者。本作でも彼を支え続けるが、エイドリアンの死をいまだにひきずっている彼のことを心配している。
ロッキーと同様老境に入っており、これまで通り精肉工場で働いていたが、とうとう解雇されてしまう。しかし、ロッキーのトレーニングシーンでは、こっそり冷凍庫を開けて、かつてのように冷凍肉相手のトレーニングを提供する。
デューク (Duke)
演 - トニー・バートン、日本語吹替 - 緒方賢一
かつてのロッキーの宿敵にして親友、アポロ・クリードの元トレーナー。ロッキーとアポロが協力関係になってからは、ロッキーのトレーナーとしても協力する。ロッキーとポーリー以外では、唯一シリーズ全作に登場しているキャラクターである。
本作でも、ロッキーの復活に際し、トレーナーとして招聘される。関節が衰えて全盛期のスピードを失い、スパーリングもまともにできなくなったロートルのロッキーを指導するに際し、とにかく強烈なパンチを作って欠点をカバーすることを決める。
メイソン・ディクソン (Mason Dixon)
演 - アントニオ・ターバー、日本語吹替 - 竹田雅則
現在の世界ヘビー級チャンピオン。他を圧倒する実力を持っているが、それゆえにスピードKOばかりで、試合に面白みがないとしてボクシングファンから批判されている。
テレビ番組で、コンピュータのデータを元にした自分と現役時代のロッキーの仮想試合シミュレーションが放送され、自分が敗北するという結果が出たことに不快感を抱く。関係者がロッキーとの試合を強引に設定した事に対しても見え透いた人気取りと金儲けだと嫌悪感を露わにしてジムを飛び出しているが、古巣のジムに戻った後に改めて彼との試合へ臨む。
マリー (Marie)
演 - ジェラルディン・ヒューズ、日本語吹替 - 高島雅羅
第1作に登場した不良少女。現在では更生して壮年の女性になっており、ロッキーがかつて通っていたバーのバーテンダーとして働いている。
ロッキーの内にくすぶっている情熱を見抜き、ボクサーとしての復帰を支援する。
スパイダー・リコ (Spider Rico)
演 - ペドロ・ラヴェル、日本語吹替 - 郷里大輔
第1作冒頭で、わずか40ドルのファイトマネーを巡ってロッキーと戦ったボクサー。当時はロッキーがKO勝ちを収めた。
本作では、ロッキーのレストランで皿洗いとして働いている。キリスト教の信仰に目覚めて現役時代と比べていくらか穏やかになっており、試合前にロッキーのために聖書を読み上げて祈りを捧げた。
マイク・タイソン
演 - 本人、日本語吹替 - 木村雅史
吹替版その他の声の出演：谷昌樹、古田信幸、仲野裕、斎藤恵理、白熊寛嗣、間宮康弘、田代有紀、新田万紀子、森夏姫、佐藤美一、佐藤健輔、中川慶一、T.ラック

## スタッフ
- 監督 - シルヴェスター・スタローン
- 製作 - チャールズ・ウィンクラー、ビリー・チャートフ、ケヴィン・キング、デヴィッド・ウィンクラー
- 共同製作 - ガイ・リーデル
- 製作総指揮 - ロバート・チャートフ、アーウィン・ウィンクラー
- 脚本 - シルヴェスター・スタローン
- 撮影 - クラーク・マシス
- プロダクションデザイン - フランコ＝ジャコモ・カルボーネ
- 衣装デザイン - グレッチェン・パッチ
- 編集 - ショーン・アルバートソン
- 音楽 - ビル・コンティ
- 挿入歌 - フランク・シナトラ『High Hopes』、スリー・6・マフィア『It's A Fight』
- 日本語字幕 - 戸田奈津子

日本語吹き替え版スタッフ
- 演出：伊達康将
- 翻訳：平田勝茂
- 調整：金谷和美
- 制作：東北新社

## 作品解説

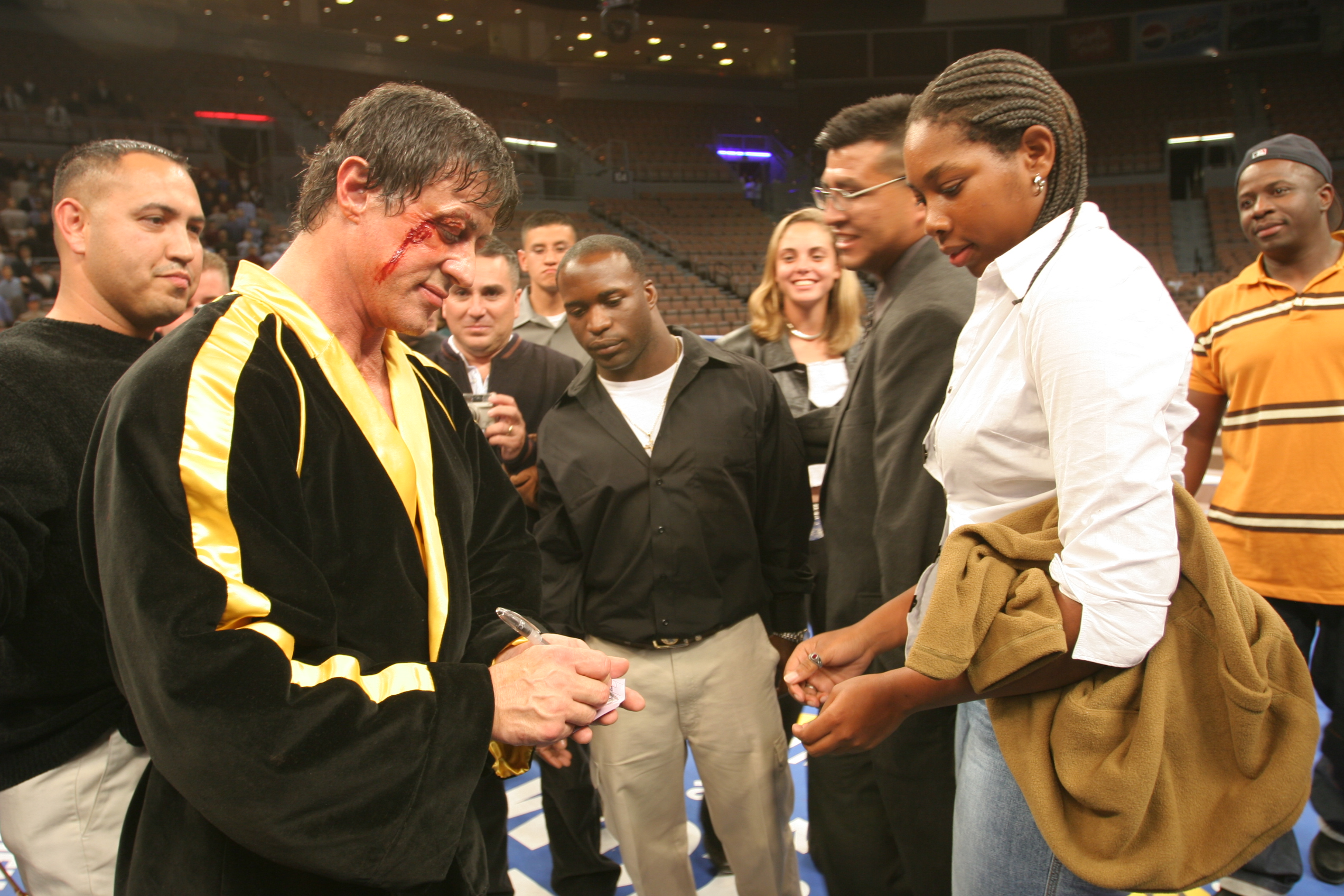
撮影開始当初の2005年12月6日、ラスベガスマンダレイ・ベイでサインに応じるスタローン。

スタローン自身は「この作品を55歳の時にやりたかった」と語っていたが、その一方で「年月を重ねることでさらに脚本がよくなった」とも語っており、最終的には本人にとっても「満足なできとなった」とのこと。本作は、公開前に結末が知られてしまうことを防ぐため、4通りの脚本を元に撮影が行われていた。

### 配役
シリーズを通してロッキーの妻エイドリアンを演じたタリア・シャイアは、本作の出演にも意欲的だった。しかし新撮の出演シーンがなく、スタローンに「死ぬ場面だけでも」「幽霊でもいいから出たい」と食い下がるも、頑として聞き入れられなかった。それに怒ったシャイアは半年間スタローンと口を利かなかったが、スタローンから本作のプレミアに招待され、完成した作品でエイドリアンの死が作品において重要な役割を担っていることを理解し、自分の出演を拒否したことに初めて納得したという。
ロッキーJr.の役には、第5作でロッキーJr.を演じたスタローンの実子セイジ・スタローンにも出演の声がかかっていたが、スケジュールの関係で出演できなかった。これについては、作中ではロッキーと息子の確執が描かれているため、実子に演じさせたら誤解を招きかねないということで、敢えてセイジを外したという説もある。
メイソン・ディクソン役のアントニオ・ターバーは、元世界ライトヘビー級王者の肩書を持つ現役のプロボクサーである。スタローンは、役者にボクシングを教えるよりボクサーに演技を教えたほうがリアルな映画を撮れるだろうと考え、ターバーをディクソン役に抜擢した。
最後の試合シーンの前に、マイク・タイソンが本人役で登場している。
スパイダー・リコはシリーズには30年ぶりの登場であり、演じているのも当時と同じく、元ボクサーのペドロ・ラヴェル本人である。

### 試合シーン
過去のシリーズでも、ボクシングシーンで演技に熱が入るあまりパンチが本当に当たってしまうことは珍しくなかった。しかし本作では、さらにリアルさを追求し実際に殴り合う撮影方針を取ったため、スタローンは現役プロボクサーの本気のパンチを受けることになり、何度も失神しそうになったという。一方のターバーは、スタローンの映画作りに対する執念と、年齢不相応な肉体から繰り出されるパンチの威力に驚いたと語っている。
ロッキーとディクソンの試合シーンの撮影に当たっては、ブッキングなどの都合で相応しい舞台が見つからず、ロケ地の獲得が難航していた。その過程でスタローンは、HBO（アメリカのテレビ局）がバーナード・ホプキンスとジャーメイン・テイラーの試合のプロデュースを計画していることを知り、それを活用しようと提案しHBOもそれを承諾。そしてホプキンスとテイラーの試合直前に、実際の会場で試合を観戦に来た観客を前に撮影が行われた。
実際のボクシングの試合を観にきた大観衆の前での撮影だったため、スタローンはロッキーが登場する時、ブーイングや野次が飛ばないかと心配していたが、いざ撮影が始まりロッキーが入場したところ、観客はスタッフが指示も打ち合わせもしていないにもかかわらず大歓声で迎え、ロッキーコールまで巻き起こった。後にスタッフが語ったところによると、「このすぐ後にプロ（ホプキンスとテイラー）のマッチがあったけど、ロッキーの歓声が何万倍も大きかったよ」という。

## 公開・反響
第1作から30年、前作からも既に16年が経っていたため、本作は当初イベント的な意味合いで製作されているものと受け止められていた。しかし実際に公開されたところ、批評家からもその内容を絶賛され、「今年最大のサプライズ」との声も聞かれた。
原題は『ROCKY BALBOA』とロッキーのフルネームがそのまま使われているが、日本では完結篇と言うこともあり、公開に当たってタイトルが『ROCKY THE FINAL』に変更された。

## 地上波放送
| 回数 | テレビ局   | 番組名             | 放送日       | 放送時間    | 放送分数 |
| ---- | ---------- | ------------------ | ------------ | ----------- | -------- |
| 初回 | テレビ東京 | 午後のロードショー | 2011年9月6日 | 13:35-15:35 | 120分    |

## DVD
セルDVDの「特別編」にはいくつかの特典映像が収録されているが、劇場公開時とは違うバージョンのエンディングも特別収録されている。